# Faith (album de George Michael)
Pour les articles homonymes, voir Faith.
Albums de George Michael
Listen Without Prejudice, Vol. 1
(1990)
Singles
1. I Want Your Sex
Sortie : juin 1987
2. Faith
Sortie : octobre 1987
3. Hard Day
Sortie : octobre 1987
4. Father Figure
Sortie : janvier 1988
5. One More Try
Sortie : avril 1988
6. Monkey
Sortie : juillet 1988
7. Kissing a Fool
Sortie : novembre 1988

Faith est le premier album solo de George Michael, sorti le 30 octobre 1987 sous les labels Epic et Columbia.
Michael s'est lancé dans The Faith Tour pour promouvoir l'album en février 1988, commençant la tournée à l'arène Budokan de Tokyo, avant de se rendre en Australie, en Europe et en Amérique du Nord.
L'album a remporté plusieurs prix, dont celui d'album de l'année aux 31e Grammy Awards en 1989. George Michael a également remporté trois prix aux American Music Awards de 1989 : Artiste masculin Pop/Rock favori, Artiste masculin Soul/R&B favori et Album Soul/R&B favori. Il a également reçu le MTV Video Vanguard Award.

## Histoire
Après avoir quitté Wham! en 1986, George Michael souhaite mener une carrière en solo. Avant d'enregistrer l'album Faith, il chante en duo I Knew You Were Waiting (For Me) avec Aretha Franklin. Ce duo connaît un certain succès et signe le début de la carrière solo de George Michael. I Want Your Sex est la première chanson de l'album à sortir en single en juin 1987. À sa sortie, en raison de son contenu provocateur, elle est censurée par certaines radios américaines et britanniques.

## Accueil
Faith est très bien reçu par les critiques et par le public. Le magazine Rolling Stone place l'album à la 151e place sur sa liste des 500 plus grands albums de tous les temps en 2020. Par ailleurs, il est cité dans l'ouvrage de référence de Robert Dimery : 1001 albums qu'il faut avoir écoutés dans sa vie.

## Succès
Depuis 1987, Faith s'est vendu à 25 millions d'exemplaires dans le monde ce qui en fait un des albums les plus vendus au monde,.
Aux États-Unis, au Canada et au Royaume-Uni, Faith s'est classé no 1 du classement des ventes d'albums. Aux États-Unis, il est resté pendant 51 semaines non consécutives dans le Top 10 du Billboard 200, dont 12 semaines numéro un. Album pop/R&B d'inspiration « noire », il est le premier album d'un artiste solo blanc à atteindre la première place du Billboard Top Black Albums.
C'est également le seul album d'un artiste britannique à avoir classé quatre singles d'un album n°1 au Billboard Hot 100 (Faith, Father Figure, One More Try et Monkey). Les singles I Want Your Sex et Kissing a Fool se classent aussi dans le Top 5 du Billboard Hot 100.

## Pistes de l'album
Toutes les chansons ont été écrites par George Michael, sauf Look at your hands écrite par George Michael et David Austin.
| 1.  | Faith                                   | 3:16 |
| 2.  | Father Figure                           | 5:36 |
| 3.  | I Want Your Sex ((Parts I & II))        | 9:24 |
| 4.  | One More Try                            | 5:50 |
| 5.  | Hard Day                                | 4:48 |
| 6.  | Hand to Mouth                           | 4:36 |
| 7.  | Look At Your Hands                      | 4:37 |
| 8.  | Monkey                                  | 5:06 |
| 9.  | Kissing a Fool                          | 4:35 |
| 10. | Hard Day (remix de Shep Pettibone)      | 6:29 |
| 11. | A Last Request (I Want Your Sex Part 3) | 3:48 |

| 1. | Faith                          | 3:16 |
| 2. | Father Figure                  | 5:36 |
| 3. | I Want Your Sex (Parts I & II) | 9:24 |
| 4. | One More Try                   | 5:50 |
| 5. | Hard Day                       | 4:48 |
| 6. | Hand to Mounth                 | 4:36 |
| 7. | Look At Your Hands             | 4:37 |
| 8. | Monkey                         | 5:06 |
| 9. | Kissing a Fool                 | 4:35 |

## Crédits
- George Michael – chant, chœurs, claviers (2, 3, 5, 6, 8), basse (6, 9), batterie (7), programmation, percussions, arrangements, producteur
- Robert Ahwai – guitare
- J.J. Belle – guitare
- Hugh Burns – guitare
- Roddy Matthews – guitare sur "Monkey"
- Deon Estus – basse sauf sur (6, 9)
- Chris Cameron – piano, orgue, claviers, chœurs
- Betsy Cook – claviers
- Danny Schogger – claviers
- Ian Thomas – batterie sauf sur (7)
- Andy Duncan – percussions
- Rick Taylor – trombone
- Malcolm Griffiths – trombone
- Steve Sidwell – trompette
- Paul Spong – trompette
- Mark Chandler – trompette
- Steve Waterman – trompette
- Jamie Talbot – saxophone
- John Altman – saxophone
- Shirley Lewis – chœurs
- Chris Porter – ingénieur
- Paul Gomersall – assistant ingénieur
- Paul Wright – assistant ingénieur
- Steve Peck – ingénieur remix
- Shep Pettibone – remix, production additionnelle